# Nationalmuseum von Bosnien und Herzegowina

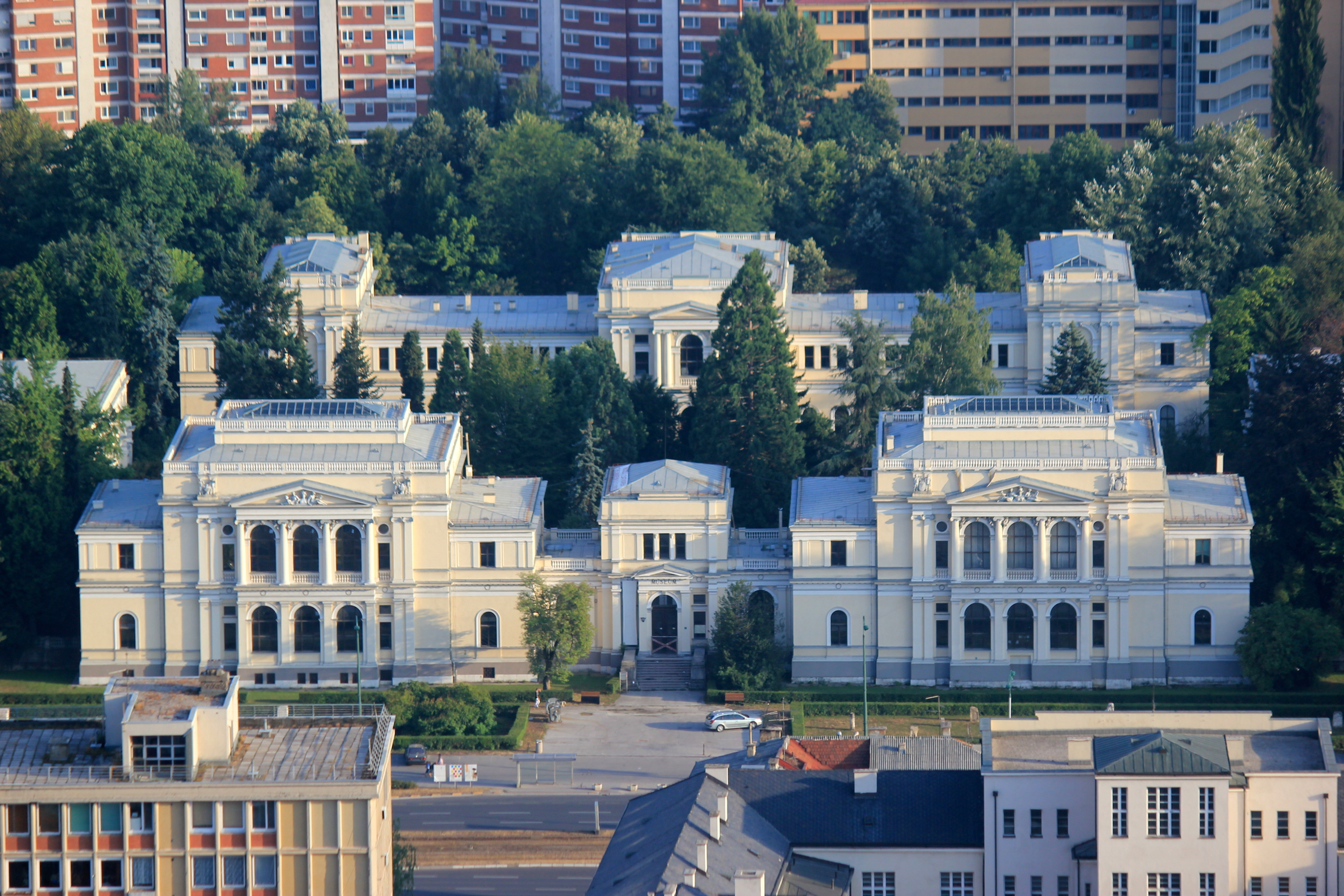
Blick auf den Museumskomplex

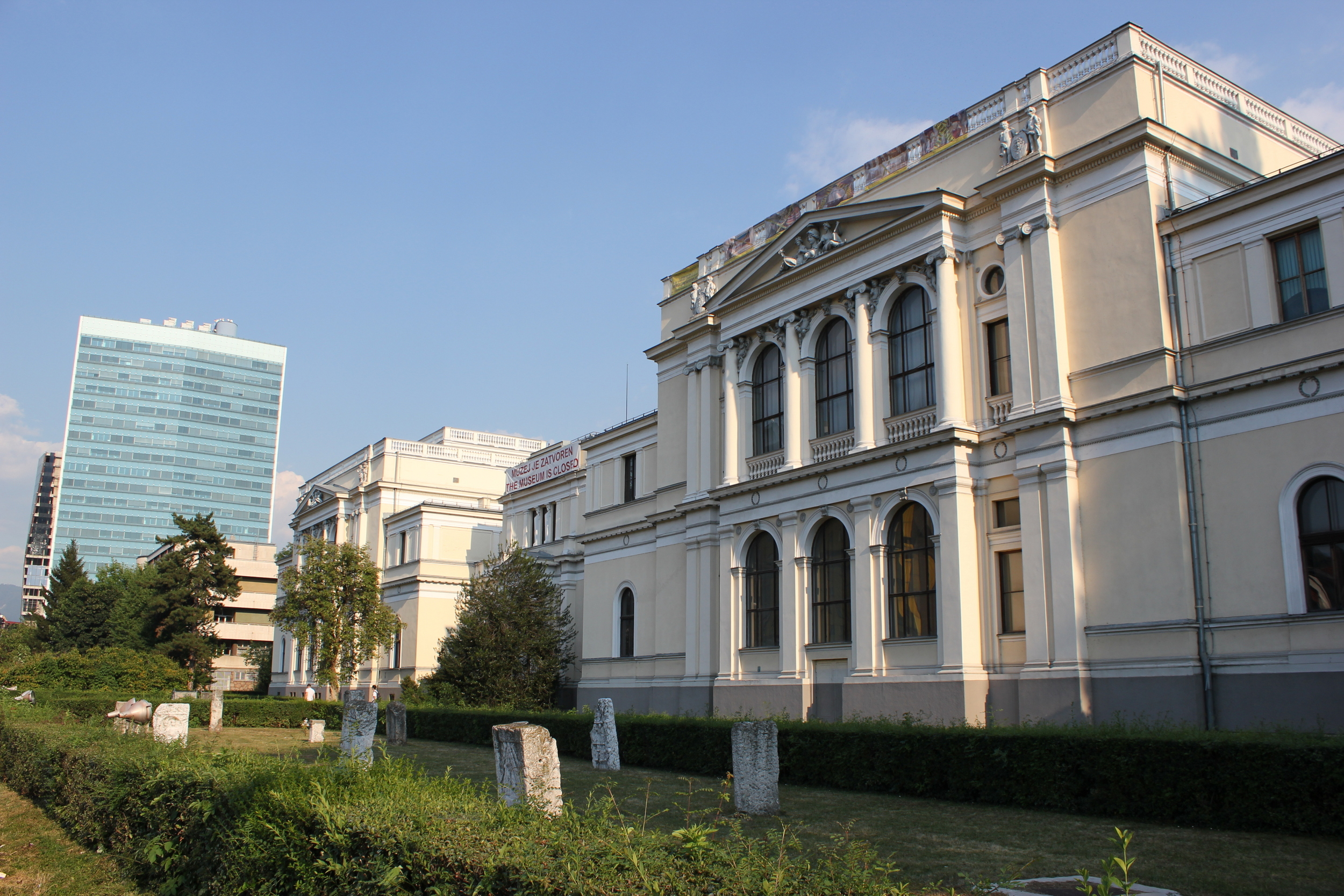
Frontansicht des Museums

Das Nationalmuseum von Bosnien und Herzegowina (bosnisch Zemaljski Muzej Bosne i Hercegovine) in Sarajevo, früher Landesmuseum für Bosnien und die Herzegovina oder Bosnisch-hercegovinisches Landesmuseum, wurde als staatliche Museumsinstitution am 1. Februar 1888 eröffnet. Seit seiner Eröffnung nahm das Museum eine exponierte Rolle unter den musealen und Forschungsinstitutionen im damaligen Bosnien-Herzegowina ein und war dessen erste Einrichtung ihrer Art. Im modernen Bosnien-Herzegowina zählt es auf Grund seiner Geschichte zu den führenden wissenschaftlichen Institutionen des Landes. Da sich die drei konstitutionellen Volksgruppen Bosniens nicht über die Finanzierung der zentralen Kultureinrichtungen einig wurden, war das Museum seit Oktober 2012 geschlossen. Seit dem 15. September 2015 ist es wieder geöffnet.

## Geschichte

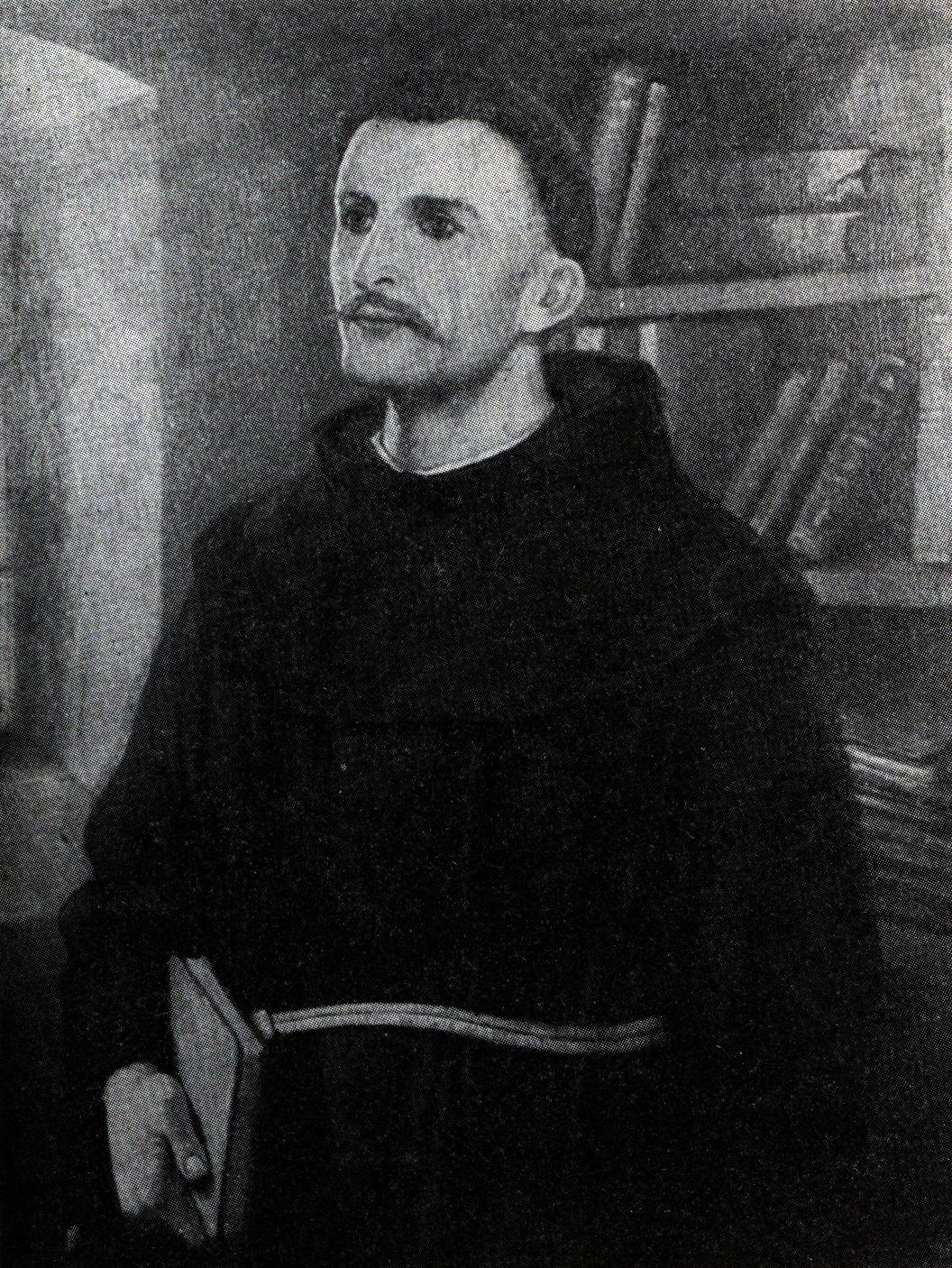
Ivan Franjo Jukić

Das Pensionsfondsgebäude in der Altstadt von Sarajevo, erstes Domizil des heutigen Nationalmuseums

Ausstellung der prähistorischen Sammlung um 1893

Ausstellung der entomologischen Sammlung um 1893

Prähistorischer Bronzeschmuck aus Čatići (Gemeinde Kakanj)

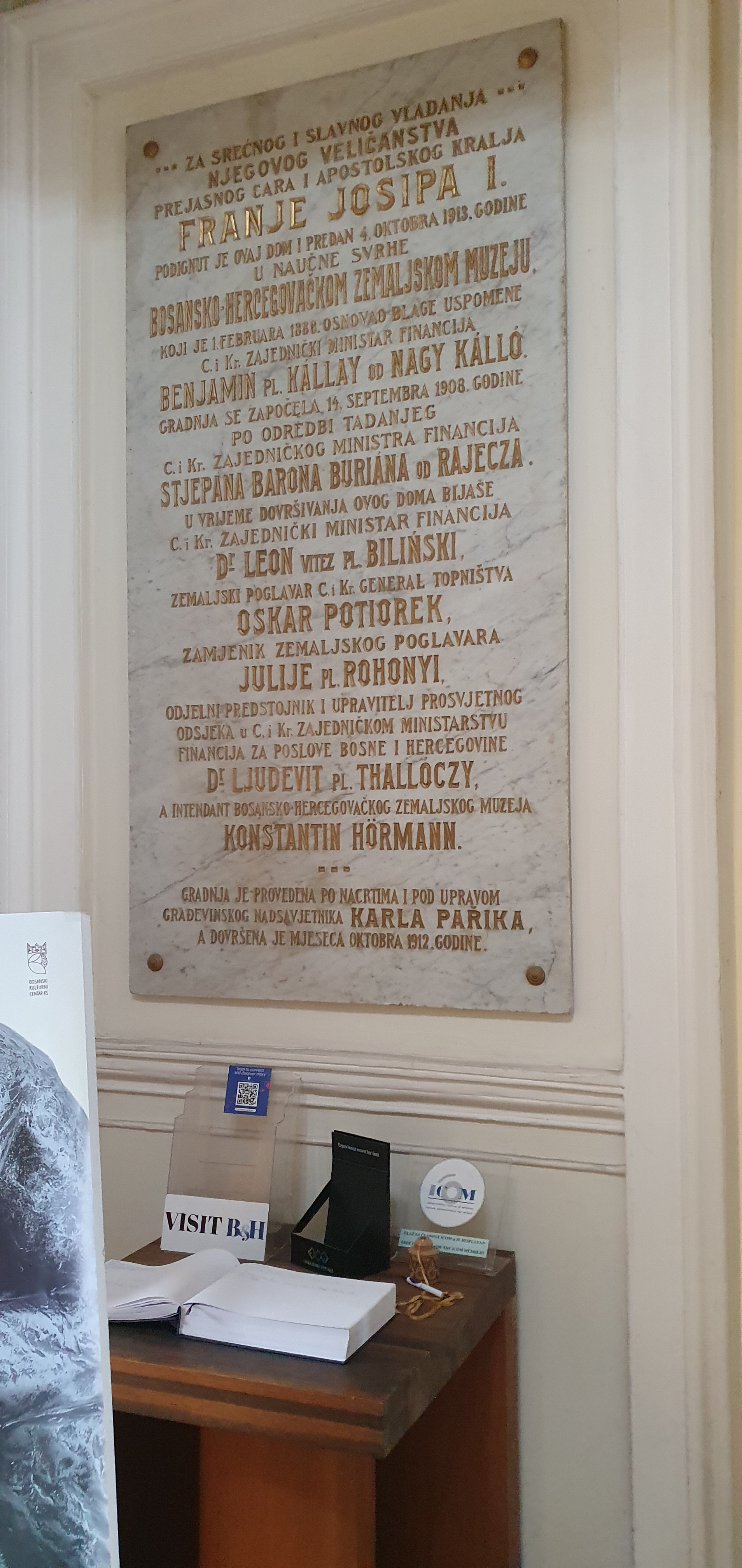
Schrifttafel anläßlich der Eröffnung des Neubaues 1913

### Museumsverein
Den Ausgangspunkt der musealen Sammlung für das Nationalmuseum bildet der 1885 gegründete Museumsverein für Bosnien-Hercegovina. Den Anstoß dazu gab der aufklärerisch wirkende Franziskanerpater Ivan Frano Jukić bereits Jahre vor seiner Gründung.
Der Verein wurde auf Initiative von Benjámin Kállay (Administrator für Bosnien-Hercegovina) und dem Arzt Julius Makanec (Vereinsvizepräsident, † Juli 1891) gegründet. Dieser Verein sammelte vorrangig volkskundliche und archäologische Objekte für den künftigen Museumsbestand. Zusätzlich bemühte er sich um die erforderlichen organisatorischen Vorbedingungen zur Museumsgründung.
Zu Beginn des Jahres 1886 wurden dem Verein auf Veranlassung der Landesregierung zwei Räume im Gebäude ihres früheren Beamten-Pensionsfonds (Lage) überlassen, die zur Aufnahme der bereits angesammelten Exponate dienten. Dieser Gebäudetrakt ist ein Seitenflügel des alten Hauptpostamtes in direkter Nachbarschaft zur römisch-katholischen Kathedrale und gegenüber dem Alten Türkischen Bad.

### Gründung
Als im Jahr 1888 die Gründung des Bosnisch-hercegovinischen Landesmuseums offiziell vollzogen wurde, hatte man im bereits genutzten Gebäude Räume auf zwei Etagen angemietet. Am festlichen Eröffnungsakt nahm unter anderem der damalige österreichisch-ungarische Landesgouverneur und Chef der Landesregierung für Bosnien und die Herzegowina Johann von Appel teil.
Wegen des raschen Anwachsens der Sammlungsbestände vor der offiziellen Eröffnung hatte die Landesregierung bereits 1886 den Kustos und Archäologen Ćiro Truhelka (1865–1942) für den archäologisch-kunsthistorischen Sammlungsbestand, 1886 den Präparator Edmund Zelebor für die naturwissenschaftlichen Sammlungsteile und 1887 für diesen Bereich einen weiteren Kustos, den Ornithologen Otmar Reiser (1861–1936), ernannt. Mit dem Aufbau der mineralogisch-geologischen Sammlung wurde 1886 Wenzel Radimský (1832–1895), Berghauptmann des Landes beauftragt.
Als Museumsleiter amtierte Konstantin Hörmann (1850–1921), der als Sectionsvorstand in der Administrativabtheilung der damaligen Landesregierung tätig war.

### Gründungsstruktur
Bei seiner Gründung umfasste das Bosnisch-hercegovinische Landesmuseum zwei Abteilungen:
- die Naturwissenschaftliche Abteilung mit mineralogisch-geologischen, botanischen und zoologischen Sammlungsgruppen
- die Archäologisch-kunsthistorische Abteilungen mit den Gruppen Archäologie (einschließlich des Lapidariums), Siegelabdrücke und Urkunden, Gemmen, Waffen, Numismatik, Anthropologie und Ethnografie (bedeutende landesspezifische Kostümsammlung und kunstgewerbliche Objekte)

Die Museumsbibliothek mit ausschließlich wissenschaftlichen Werken erweiterte sich in den ersten Jahren nach der Gründung durch Ankäufe und Schenkungen. Besondere Verdienste kamen dabei dem Museumsleiter Constantin Hörmann zu. Frühe Schenkungen erhielt das Museum aus Sarajevo, Hallein, Wien, Rovereto und Trentschin. Im Jahr 1893 zählte der Bibliotheksbestand 701 Monografien.

### Entwicklungen in der Aufbauphase
Die Sammlungen des Landesmuseums wuchsen nach seiner Gründung sehr schnell an, weil die Mitarbeiter zahlreiche Sammelobjekte mitbrachten, die aus jährlich unternommenen kurzen Forschungsreisen im Land stammten.
Dazu zählten vor allem archäologische Arbeiten an prähistorischen Fundstellen auf der Glasinac-Hochebene und an Hallstadtgräbern in der Umgebung von Visoko sowie an römischen Fundstätten von Gradina (Ausgrabungsfeld der Stadt Domavia), im Flussgebiet der Sana, auf dem Jezerinafeld nahe Bihać, in Zenica (Grundmauern eines Gebäudes), Stolac (Therme mit Mosaikfußböden), bei der Siedlung Potoci unweit von Mostar (Grabstätten mit Sarkophagen), im Drinatal die Reste der römischen Landstraße in der Region Srebrenica, bei Laktaši (Gebäudereste) die Befestigung auf dem Felsen Crkvenica und das Castrum Bolnica bei Doboj.
In den ersten Jahren war das Museum freitags, sonnabends und sonntags jeweils von 9 bis 13 Uhr geöffnet. Im Gründungsjahr 1888 besuchten 9000 Personen die Sammlungen. Im Jahr 1892 war die Besucherzahl schon auf 44.000 Personen angewachsen. Die besucherstärksten Tage waren zu dieser Zeit der Sonntag mit überwiegend ländlicher und islamischer Bevölkerung und der Sonnabend mit überwiegend israelitischer Bevölkerung. In Rücksichtnahme auf die moslemischen Besucher wurde in der Zeit des Ramadan seit 1892 an den jeweiligen Freitagen die Öffnungszeit bis 18 Uhr verlängert. Die Feiertage oder besondere Anlässe in der Stadt waren naturgemäß die stärksten Besuchertage.

### Überregionale Wirkung in den ersten Jahren
Das Landesmuseum erregte in seinen ersten Jahren eine beträchtliche Aufmerksamkeit und wurde neben hohen staatlichen Repräsentanten von folgenden Persönlichkeiten zu Studienzwecken besucht (Auswahl): Franz Bulić (Museumsdirektor in Split), Moriz Hoernes (Prähistoriker), Emil Holub (Afrikaforscher), Alexander von Homeyer (Ornithologe), Carl von Marchesetti (Civico Museo di storia naturale, Triest), Tomáš Garrigue Masaryk (Reichsratsabgeordneter), Oscar Montelius (Prähistoriker) und Bernhard Salin (Prähistoriker).
Die schnelle Bekanntheit des Museums förderten auch Beteiligungen an Veranstaltungen jenseits der bosnisch-herzegowinischen Landesgrenze. Beispielsweise weilte der Kustos Truhelka 1891 bei der Kostümausstellung im k.k. österreichischen Museum für Kunst und Industrie in Wien sowie der Kustos Reiser mit dem Präparator Zelebor als Teilnehmer auf dem internationalen ornithologischen Congress in Budapest.
Als im August 1894 der erste internationale Kongress für Christliche Archäologie (Congresso internazionale di archeologia cristiana) in Split und Salona stattfand, bildete das Museum von Sarajevo mit seinen Sammlungen und Forschungsergebnissen im Tagungsprogramm einen wichtigen Punkt.

### Frühe Museumsleitung
Von 1895 bis 1904 amtierte Constantin Hörmann, der bisherige ministeriell fungierende Leiter des Museums, als dessen Direktor. Danach kehrte er als Leiter der politisch administrativen Abteilung wieder in die ministerielle Landesverwaltung zurück. Nach seiner Pensionierung 1910 wirkte Hörmann bis 1917 als Intendant des Museums. Als Sammler und Herausgeber einheimischer Volkslieder sowie wegen seines Einflusses auf den kulturellen Fortschritt im Lande genoss er große Anerkennung. Seit 1889 gab er die Museumszeitschrift Glasnik zemaljskog muzeja za Bosnu i Herzegovinu heraus.

### Museumsneubau 1913
Im Jahr 1913 erhielt das Museum einen neuen und dafür konzipierten Gebäudekomplex. Sein Architekt, der Tscheche Karel Pařík, errichtete es mit einer Fassade im Stil der italienischen Renaissance und einigen Elementen aus dem Sezessionsstil. In seiner Grundstruktur besteht der Gebäudekomplex aus vier pavillonartigen Bauten, die zueinander symmetrisch angeordnet sind. Die Gebäude des Nationalmuseums stehen heute (2009) unter Denkmalschutz. Die Notwendigkeit für den Neubau ergab sich aus der sich rasant vergrößernden Sammlung. In diesen Baulichkeiten ist das Nationalmuseum noch heute untergebracht.
Im Zuge dieser räumlichen Erweiterung baute man die erste wissenschaftliche Bibliothek des Landes auf. In diesem Gebäudekomplex arbeitete das 1904 gegründete Bosnisch-Herzegowinische Institut für Balkanforschung (Bosanskohercegovački institut za istraživanje Balkana), das aus der Sammlung und wissenschaftlichen Arbeit von Carl Patsch entstand und bis 1918 existierte. Diese Forschungseinrichtung besaß eine eigene Bibliothek, zuletzt mit etwa 6000 Monographien.

### Museumsarbeit zwischen 1918 und 1945
In der Periode des SHS-Staates und des Königreichs Jugoslawien geriet Bosnien-Herzegowina bei den innenpolitischen Spannungen, die durch die Interessenlage von serbischen und kroatischen Politikern betrieben wurden, in eine abseitige Lage. In dieser Zeit konnte sich das Personal fast nur mit dem Erhalt der Museumseinrichtungen befassen und hatte kaum Möglichkeiten zum weiteren Ausbau der Sammlungen und Forschungsaktivitäten.

Während der Besatzungszeit durch die deutsche Wehrmacht nach dem Balkanfeldzug (1941) kamen die musealen Aktivitäten fast völlig zum Erliegen.

### Entwicklung nach 1945
Mit dem Ende des Zweiten Weltkrieges und der Neugründung von Jugoslawien konnte sich die Lage des Nationalmuseums langsam wieder stabilisieren. Um 1960 begann eine Periode reger Forschungs- und Publikationstätigkeit.
Aus dem Nachlass von Carl Patsch im Nationalmuseum sowie aus den Sammlungen anderer Institutionen schuf man 1950 ein Orientalisches Institut (Orijentalni institut), das zur Universität Sarajevo gehörte. Es war die in Europa bedeutendste Sammlung islamischer Handschriften. Zu Beginn der Belagerung von Sarajevo wurde am 17. Mai 1992 das gesamte Institut zerstört und die Bestände gingen in den Bränden verloren.
Die Ereignisse des Bosnienkriegs haben am Gebäudekomplex des Nationalmuseums Schäden angerichtet, jedoch die sonstigen Sammlungen nur gering getroffen. Die Museumsbibliothek mit 400.000 Objekten konnte durch Lagerung in Schutzräumen gerettet werden, während die National- und Universitätsbibliothek in Sarajevo mit ihren 3 Millionen Bänden am 25. August 1992 etwa 90 Prozent ihrer Bestände verlor. Deshalb kommt der Bibliothek des Nationalmuseums ein besonderer Stellenwert zu.

### Jüngste Struktur
Mit Hilfe der UN und zahlreicher ausländischer Institutionen wurden die Kriegsschäden nach 1995 schrittweise behoben. Das Nationalmuseum gliedert sich zuletzt in vier Hauptabteilungen, die auf seiner Gründungsstruktur aufbauten:
- Archäologie
- Naturkunde
- Ethnologie
- wissenschaftliche Bibliothek

Zwischen den Pavillonbauten des Museums liegt der Botanische Garten (Botanički vrt). Seine Anlagen wurden während des Jugoslawienkrieges beschädigt.

## Die Sarajevo-Haggada

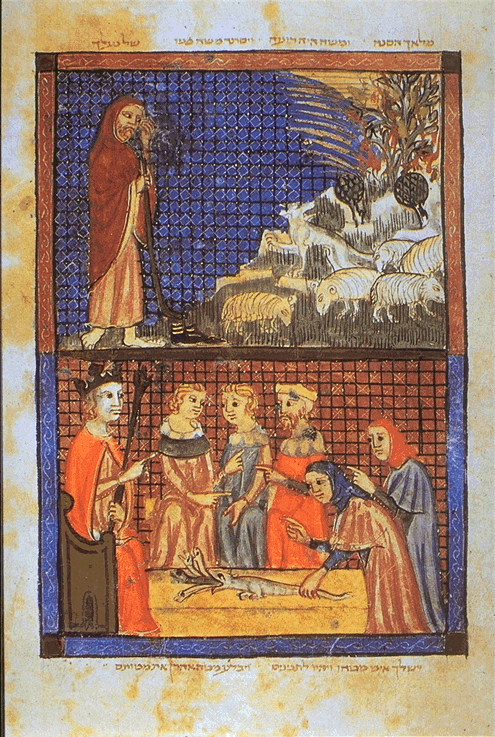
Blatt aus der Sarajevo-Haggada

Ein besonderes Sammlungsobjekt ist die Sarajevo-Haggada, eine Handlungsanweisung für den Sederabend. Es wurde etwa 1314 in Spanien geschrieben und von sephardischen Auswanderern gegen 1492 nach der Vertreibung der Juden aus Spanien nach Bosnien gebracht, das zu jener Zeit zum Osmanischen Reich gehörte. Dieses einmalige Werk befindet sich seit 1894 durch Ankauf im Besitz des Museums und ist das älteste überlieferte Zeugnis jüdischer Buchkunst in Spanien. Es ist eine mittelalterliche Handschrift auf Pergament mit reicher Buchmalerei.
Während des Zweiten Weltkrieges verleugneten der damalige Museumsdirektor Jozo Petrović und der Kurator Derviš Korkut die Anwesenheit des Buches. Über den Verbleib während der deutschen Besatzung gibt es verschiedene Auffassungen. Nach einer Überlieferung brachte es der damalige Museumsdirektor unter Lebensgefahr in ein Bergdorf, wo es von muslimischen Geistlichen und anderen Einwohnern abwechselnd versteckt worden sein soll. Eine andere Variante besagt, dass es unter einem Baum begraben wurde. Für wahrscheinlich wird angenommen, dass man es in den reichhaltigen Bibliotheksbeständen im Nationalmuseum versteckte.
Zur Zeit des Jugoslawienkrieges 1992 bis 1995 bargen es der Direktor Enver Imamović, einige Polizisten und Angehörige einer militärischen Einheit aus dem beschädigten Museumskomplex, der in einer Frontlinie lag. Sie brachten die Haggadah in die unterirdischen Tresorräume der Nationalbank in Sarajevo.
Im Jahr 2002 wurde im Nationalmuseum ein eigener und besonders gesicherter Raum für diese Zimelie eingerichtet. An der Finanzierung beteiligten sich die Jüdische Gemeinde von Sarajevo, das Nationalmuseum, die UN-Mission in Bosnien und Herzegowina und weitere Geldgeber.
Die Sarajevo-Haggada ist Gegenstand des Romans Die Hochzeitsgabe von Geraldine Brooks.

## Schließung des Museums

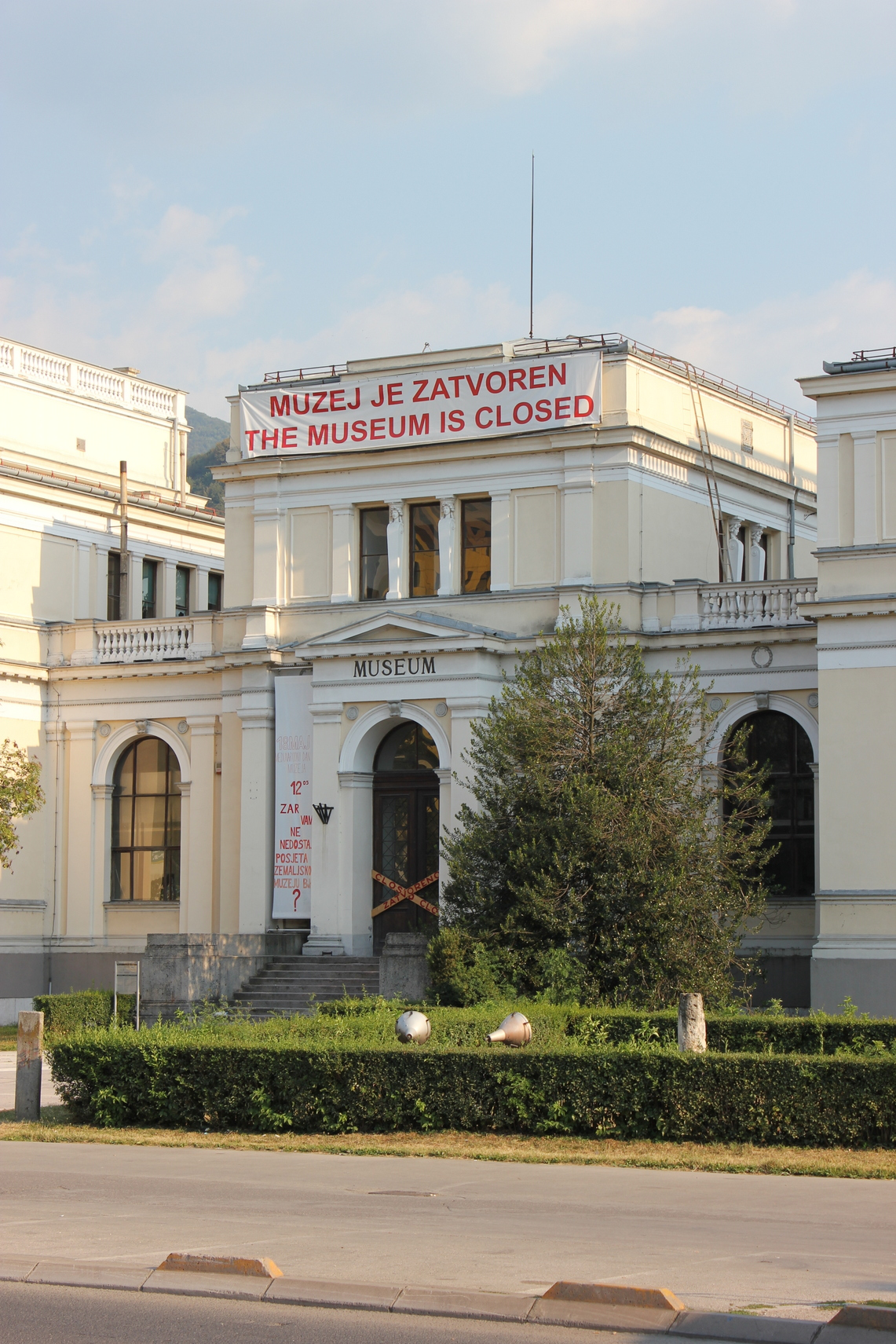
Das Museumsgebäude während der Schließzeit 2013

Wegen Finanzierungsproblemen war das Museum 2004 für den Besucherverkehr zeitweilig geschlossen worden. Den Hintergrund zu dieser Entwicklung bildet die strittige strukturelle Einbindung sieben bedeutender Museen der Föderation von Bosnien-Herzegowina, die von der Zentralregierung des Landes bislang unberücksichtigt gelassen wurde. Im Verlauf des Jahres 2011 erwog man die Einstellung des gesamten Betriebes im Nationalmuseum. Am 28. Dezember 2011 stellte das Museum seine Arbeit für die Öffentlichkeit ein, weil das verfügbare Budget nicht mehr für die wichtigsten Aufgaben ausreichte, wie die Gehälter der Mitarbeiter oder die grundlegenden museologisch-konservatorischen Aufgaben. Der Museumsdirektor Adnan Busuladzic rechnete seit dieser Zeit mit der Beendigung des Betriebes im Jahr 2012.
Nach erfolglos gebliebenen Versuchen, die monatlichen Betriebskosten von umgerechnet etwa 60.000 Euro auch weiterhin durch die zuständige Ministerium für zivile Angelegenheiten zu erhalten, stellte das Museum seinen Betrieb am 4. Oktober 2012 nach 124 Jahren völlig ein. Gegen die Schließung wurde am selben Tag eine Protestaktion am Museum durchgeführt. Die aus Sarajevo stammende Künstlerin Azra Aksamija, Professorin am MIT, sieht in dieser Entscheidung weniger einen budgetbedingten, sondern vorrangig einen politischen Akt. Nach Einschätzung des österreichischen Botschafters in Sarajevo, Donatus Köck, „wahrt das Landesmuseum jedoch die Identität des Landes wie kein anderes. Es war die größte Institution seiner Art in ganz Südosteuropa.“ Er beobachtete in Bosnien-Herzegowina eine Vernachlässigung der Kultur sowie eine geringe Wertschätzung derselben und hoffte Mitte 2012 auf eine Unterstützung des Landesmuseums durch die UNESCO.

## Publikationsreihen
- Glasnik zemaljskog muzeja za Bosnu i Herzegovinu (kurz: Glasnik) erschien in bosnischer Landessprache (abwechselnd lateinische und kyrillische Schrift) als vierteljährliches Periodikum. Erscheinungsdauer vom 1. Januar 1889 bis 1943. Nach 1945 erschien die Reihe unter dem Titel Glasnik Zemaljskog Muzeja u Sarajevu / Istorija i etnografija. Wegen der Kriegsereignisse wurde die Reihe von 1992 bis 1995 unterbrochen. Heute erscheint sie wieder als Glasnik Zemaljskog Muzeja Bosne i Hercegovine u Sarajevu (kurz GZM).
- Wissenschaftliche Mittheilungen aus Bosnien und der Hercegovina erschien in unregelmäßigen Abständen in deutscher Sprache zu Information anderer österreichisch-ungarischer und internationaler Partner des Museums von 1893 bis 1916 und seit 1971 in drei Reihen (A bis 1979, B bis 1980, C bis 1979)

ferner
- Flora Bosne et Hercegovinae. 1950, 1967, 1974, 1983.
- Novitates musei Sarajevoensis. Band 1–3 (1925–1936)
- Novitates, Prirodne nauke. Band 1–5 (1945)
- Otmar Reiser: Ornis Balcanica. 1939 (Band 1 Bosnien und Herzegowina nebst Teilen von Serbien und Dalmatien), 1894 (Band 2 Bulgarien: (mit Ost-Rumelien und der Dobrudscha)), 1905 (Band 3 Griechenland und die griechischen Inseln (mit Ausnahme von Kreta)), 1896 (Band 4 Montenegro)
- Zbornik srednjovjekovnih natpisa Bosne i Hercegovine. 1962, 1964, 1964, 1970.